# پوهله
پوهله (به آلمانی: Pohle) یک شهر در آلمان است که در شاومبورگ واقع شده‌است. پوهله ۹۵۳ نفر جمعیت دارد.